# بیلی آن کندی
بیلی آن کندی (به انگلیسی: Bailey Anne Kennedy) مدل و ملکه زیبایی کامبوجی-آمریکایی است.
او تاج دوشیزه مریلند ایالات متحده آمریکا ۲۰۲۴ را به دست آورد و اولین زن ترنس و اولین آسیایی آمریکایی برنده مسابقه زیبایی شد. او نماینده مریلند در ملکه زیبایی آمریکا ۲۰۲۴ بود.